# Paid To Click
Paid To Click — это онлайн бизнес-модель, которая использует онлайн-трафик тех пользователей, которые хотят зарабатывать не выходя из дома. «Paid-To-Click»- или просто PTC-сайты выступают как посредник между рекламодателем и потребителем; рекламодатель оплачивает показ рекламы на PTC-сайте, и часть этой оплаты идёт пользователю интернета, который эту рекламу просмотрел.
Большая часть PTC-сайтов предлагает дополнительный заработок за привлечение новых участников системы (как и в других онлайн-маркетинговых программах), или они могут платить некий процент от «кликов» из рефералов.

## На основе PTC
Жизнеспособность такой бизнес-модели находится под вопросом, так как мошенничество, связанное с автоматизацией «кликов», серьёзно увеличивает расходы рекламодателей. В связи с многочисленными судебными исками против поисковых интернет компаний, таких как Google, Yahoo и др., на них легла ответственность отделять действительные клики от автоматизированных.
Хотя реклама и остается наиболее известным способом поддержания PTC-сайта, немалая часть прибыли может быть получена другими путями, например, продажей рефералов или обновлений каких-либо дополнений (программ, утилит) для работы с сайтом, созданных владельцами PTC-сайтов. Это приводит к распространению онлайн-мошенничества и схем быстрого заработка. Так, например, создают PTC-сайт, и, прикрываясь моделью «Paid To Click», владельцы сайта продают рефералов, которых просто не существует, или обновления, которые на самом деле не делают никаких изменений. Или, например, некоторые сайты могут просить внести некоторую плату, чтобы пользователь получил возможность обналичивать заработанные на этом сайте деньги, а после оплаты ничего не обналичивают.
Мошенники, несмотря на то, что на многих PTC-форумах участников предупреждают о возможных обманах, легко обманывают новичков, попадающих на мошеннические сайты с поисковых систем. Обычно такой PTC-сайт привлекает новых пользователей предельно выгодными для новичка ценами, но после получения прибыли исчезают без следа практически моментально.